# Estimulantes adrenérgicos
Os estimulantes adrenérgicos, adrenominéticos ou ainda e erroneamente simpatomiméticos, são fármacos que estimulam, produzindo resposta sobre os nervos adrenérgicos.

## História
A medicina oriental já usava efedrina, através de extratos de diversas plantas. Do extrato de Ephedra vulgaris foi isolado em 1885 o princípio ativo que quando purificado chamou-se efedrina em 1887 por Nagai.
A primeira síntese decorreu por Spath e Gohring, em 1920.

## Efeitos farmacológicos
Os estimulantes adrenérgicos são divididos em: vasopressores, broncodilatadores, descongestionantes nasais, midriáticos, descongestionantes oftálmicos, anorexígenos, antiarrítmicos, estimuladores do SNC e vasodilatadores periféricos.

### Vasopressores
São utilizados na hipotensão e choque.
- Amidefrina
- Etilefrina
- Levarterenol

### Broncodilatadores
Pelo estímulo dos receptores beta, são utilizados na asma, enfisema e bronquite
- Etafedrina
- Colterol
- Nisbuterol
- Salbutamol

### Descongestionantes nasais
A descongestão ocorre pelo estímulo dos receptores alfa, resultando em constrição e redução de sangue na área.
- Cocaína
- Tramazolina
- Pseudoefedrina

### Midriáticos
Dilatam a pupila, por estímulo alfa.
- Epinefrina
- Hidroxianfetamina

### Descongestionantes oftálmicos
Causam vasoconstrição, midríase e queda de pressão intra-ocular.
- Efedrina
- Nafazolina
- Deterenol
- Borefrina
- Adrenalona
- Epinefrina

### Anorexígenos
- Anfetamina
- Benzofetamina
- Clobenzorex

### Antiarrítmicos
- Epinefrina
- Isoprenalina
- Metoxiamina

### Vasodilatadores periféricos
- Bametano
- Bufenina
- Oxifedrina